# Hanna Ralph
Hanna Ralph (nasceu Johanna Antonia Adelheid Günther; Bad Kissingen, 25 de setembro de 1888 – Berlim, 25 de março de 1978) foi uma atriz alemã, cuja carreira começou no teatro e no cinema mudo na década de 1910 e continuou no início dos anos 1950.

## Filmografia selecionada
- Die Brüder Karamasoff (1921)
- Helena (1924)
- Herzen ohne Ziel (1928)
- Napoleon auf Sankt Helena (1929)